# San Félix (Panama)
San Félix è un comune (corregimiento) della Repubblica di Panama situato nel distretto di San Félix, provincia di Chiriquí. Si estende su una superficie di 55,7 km² e conta una popolazione di 2.972 abitanti (censimento 2010).